# Реквієм війни (фільм)
«Реквієм війни» (англ. War Requiem) — британський кінофільм-адаптація «Військового Реквієму» Бенджаміна Бріттена, поставлений режисером-авангардистом Дереком Джарменом у 1988 році.

## Сюжет
Сюжетом стрічки є візуальний ряд до ораторії Бенджаміна Бріттена на згадку про поета і солдата Вілфреда Оуена, що загинув від кулі снайпера за тиждень до кінця Першої світової війни. У фільмі діють не конкретні люди, а алегоричні образи: Воїн і його Друг, милосердна Медсестра і сивоволоса Матінка, а також — монументальні персонажі кривавих біблійних легенд.
Диригує сам Бріттен, сольні партії виконують російська оперна співачка Галина Вишневська, німецький супербаритон Дітер Фішер-Діскау, британський тенор сер Пітер Пірс.

## В ролях
| Актор           |   | Роль             |
| --------------- | - | ---------------- |
| Лоренс Олів'є   | • | Старий солдат    |
| Натаніел Паркер | • | Вілфред Оуен     |
| Тільда Суїнтон  | • | Нурсі            |
| Патриція Хейєс  | • | Матінка          |
| Найджел Террі   | • | Абрахам          |
| Оуен Тіл        | • | Невідомий солдат |
| Шон Бін         | • | Німецький солдат |
| Спенсер Лі      | • | Перший солдат    |
| Алекс Дженнінгс | • | Осліплий солдат  |

## Факти
- Зйомки фільму проводилися на території старого вікторіанського госпіталю у Дарент-парку[en] в Дартфорде (графство Кент). Нині будівля знесена, на його місці побудовано нову лікарню[1].
- Старого ветерана на початку фільму зіграв вісімдесятирічний Лоуренс Олів'є, який на той час був дуже хворим і вже довгий час не знімався. «Реквієм війни» став останнім фільмом актора — він помер через декілька місяців після зйомок[1].